# Endothenia anthracana
Endothenia anthracana es una especie de polilla del género Endothenia, categorizada en la tribu Olethreutini, de la subfamilia Olethreutinae.

## Distribución
Se distribuye por Puerto Rico.

## Taxonomía
Fue descrita por Forbes en 1931 y publicada en (Olethreutes), J. Dep. Agric. P. R. 15 (4): 347.